# 佐々木穂香
佐々木 穂香（ささき ほのか、1998年12月19日 - ）は、日本の女性カーリング選手。ロコ・ステラに所属。

## 人物
北海道名寄市出身。北海道名寄高等学校、北海道教育大学札幌校出身。
名寄のカーリング場で体験教室に参加したことをきっかけにカーリングを始める。
2014年3月、「あっぷるず」のセカンドとして北海道ジュニアカーリング選手権大会に出場し優勝。サードは松澤弥子。2015年、第24回日本ジュニアカーリング選手権大会に出場。
2016年、リレハンメルユースオリンピックに松澤弥子らと供に出場。1勝6敗で予選リーグ敗退。
2017年、「名寄ジュニアクラブ」チームの選手として第26回日本ジュニアカーリング選手権大会に出場し優勝。2018年世界ジュニアBカーリング選手権に出場。4勝3敗で予選リーグ敗退。
2020年、北海道選手権優勝。
2021年4月、北央電設株式会社にアスリート社員として入社。
2022年6月、ロコ・ステラに加入。

## チーム

### 4人制女子
| シーズン | フォース      | サード     | セカンド   | リード     | リザーブ   | コーチ   | 主な大会                         |
| -------- | ------------- | ---------- | ---------- | ---------- | ---------- | -------- | -------------------------------- |
| 2014–15  | 渡邊真唯      | 松澤弥子   | 佐々木穂香 | 酒井桃花   | 佐藤菜摘   |          | JJCC2014（名寄協会/あっぷるず）  |
| 2015–16  | 渡邊真唯      | 松澤弥子   | 佐々木穂香 | 酒井桃花   | 佐藤菜摘   |          | JJCC2015（名寄協会/あっぷるず）  |
| 2017–18  | 松澤弥子      | 佐々木穂香 | 酒井桃花   | 三浦由唯菜 | 松永愛唯   |          | JJCC2017（名寄ジュニアクラブ）   |
| 2019–20  | 田畑百葉      | 佐々木穂香 | 中島未琴   | 小林未奈   | 石山奈津子 |          | どうぎんカーリングクラシック2019 |
| 2019–20  | 田畑百葉      | 小林未奈   | 中島未琴   | 佐々木穂香 | 仁平美来   |          | JJCC2019（札幌協会/winger）      |
| 2019–20  | 佐々木穂香(S) | 中島未琴   | 大関結     | 仁平美来   | 三浦由唯菜 |          | JCC2020（札幌協会/winger）       |
| 2020–21  | 田畑百葉      | 仁平美来   | 中島未琴   | 佐々木穂香 | 小林未奈   |          | 北海道選手権（札幌協会/winger）  |
| 2022–23  | 佐々木穂香(S) | 本橋麻里   | 林未来     | 斉藤茉由美 | 松澤弥子   | 青木伸生 | JCC2023（LS北見）                |
| 2023–24  | 佐々木穂香(S) | 本橋麻里   | 林未来     | 斉藤茉由美 | 松澤弥子   | 青木伸生 | JCC2024（LS北見）                |

## 戦績
| 日本ジュニア選手権 | 3 | 5 | 1 |  | 2 |  |  |   |   |
| 日本選手権         |   |   |   |  | 7 |  |  | 6 | 6 |